# オオムラサキアンズタケ
オオムラサキアンズタケ (Gomphus purpuraceus) は、ラッパタケ属のキノコの一種。広島県ではミミタケという俗称で呼ばれている。

## 特徴
夏から秋にかけて林内の地上に発生する。
高さは8-20cm前後。全体が鮮やかな紫色から青紫色をしているが、老成すると退色してくすんだ紫色になる。傘の形は様々で、ろうと形、へら形、浅い臼形などの傘が寄り集まって形成される。
比較的珍しいキノコであるとされているが、広島県の一部では食用として塩漬けにされたものが販売されている。